# Georges Ier de Constantinople
Pour les articles homonymes, voir Georges Ier.
Georges Ier (en grec : Γεώργιος Α΄) est un patriarche de Constantinople de 679 à 686. L'Église orthodoxe en a fait un saint (fêté le 18 août).

## Biographie
Georges Ier de Constantinople exerce son patriarcat de novembre-décembre 679 à janvier-février 686 pendant la déposition de Théodore Ier de Constantinople.